# المشاركة العربية في الألعاب الأولمبية الصيفية 1948
هذه القائمة مخصصة لتوثيق مشاركة الدول العربية في الألعاب الأولمبية الصيفية 1948، حيث شاركت من الدول العربية كل من مصر والعراق ولبنان وسوريا بمجموع 105 رياضيا، من قرابة 4,104 في هذه الدورة من الألعاب الأولمبية الصيفية التي أُقيمت في لندن.

## أصحاب الميداليات
| الميدالية | الاسم         | الرياضة     | المُسابقة                            | التاريخ  |
| --------- | ------------- | ----------- | ----------------------------------- | -------- |
| ذهبية     | محمود فياض    | رفع الأثقال | وزن الريشة                          | 9 أغسطس  |
| ذهبية     | إبراهيم شمس   | رفع الأثقال | الوزن الخفيف                        | 10 أغسطس |
| فضية      | عطية حمودة    | رفع الأثقال | الوزن الخفيف                        | 10 أغسطس |
| فضية      | محمود حسن     | المصارعة    | المصارعة الرومانية في وزن الديك     | 6 أغسطس  |
| برونزية   | إبراهيم عرابي | المصارعة    | المصارعة الرومانية لوزن خفيف الثقيل | 5 أغسطس  |

## مراكز الدول العربية
| الترتيب | منتخب   | ذهبية | فضية | برونزية | المجموع |
| ------- | ------- | ----- | ---- | ------- | ------- |
| 15      | مصر     | 2     | 2    | 1       | 5       |
| المجموع | المجموع | 2     | 2    | 1       | 5       |

## المشاركون
- مصر (85)
- العراق (11)
- لبنان (8)
- سوريا (1)